# Орден Вазы
Орден Вазы (иногда «Орден Васы»; швед. Vasaorden) — шведский королевский орден гражданских заслуг.

## История
Орден был учреждён 29 мая 1772 года королём Густавом III по случаю его коронации и увековечивал родоначальника шведской королевской династии Густава Васу. Король так определил цель создания этого ордена: 

«Будучи уверен, что нет большего поощрения и награды душам благородно мыслящим, как слава и общая признательность к изящным их достоинствам, мы за благо рассудили при восшествии нашем на престол, учредить орден, назначающийся единственно особам, которые опытом знания свои обратили к пользе отечества, приведя к некоторому совершенству земледелие, рудники, художества и торговлю. Мы желаем именовать орден сей Ваза, чтобы сим воздать честь великим государям нашим предкам, так и собственно тому, что сия фамилия в гербе своём носит сноп — яснейший знак земледелия, которое мы особенно поощрить и наградить установлением сего ордена желаем, яко источник всех других художеств».

С 1975 года орден Вазы не вручается (является «спящим»).
С 1974 года дабы обеспечить «равенство всех граждан Швеции», пожалование Королевских Орденов производится только среди Членов Шведского Королевского Дома, а также иностранцев за усилия на благо Швеции и её интересов.
Все прошедшие десятилетия немало представителей общественности считали данное правило несправедливым по отношению к шведским гражданам.
Благодаря подписям, собранным Шведским Фалеристическим обществом, с 2018 года в межпарламентском комитете обсуждался вопрос о восстановлении награждения граждан Швеции.
Идея о наградной реформе была поддержана положительными отзывами от 81-го ведомства, учебных заведений, учреждений науки и культуры, общественных организаций.
19 апреля 2022 года Правительство Швеции внесло в Риксдаг 51-страничный законопроект N 2021/22:232, предполагающий реформу наградной системы страны.
Согласно законопроекту будет установлено награждение военных — Королевским Орденом Меча, госслужащих — Королевским Орденом Полярной звезды и частных лиц — Королевским Орденом Вазы.
15 июня 2022 года Риксдаг Швеции после четырехчасового обсуждения практически единогласно утвердил закон N 2021/22:232, внесенный 19 апреля 2022 года Правительством Швеции о реформе наградной системы страны.
Кандидатуры на награждение будут рассматриваться специальной комиссией Шведской Королевской Академии наук и утверждаться правительством.
В 2024 году вручение ордена было возобновлено, награду получили участники группы ABBA.

## Степени
Изначально орден был учреждён в трёх степенях: командор Большого креста(швед. Kommendör med stora korset), командор (швед. Kommendör) и кавалер (рыцарь; (швед. Riddare)). В 1873 году была учреждена степень командора 1-го класса (швед. Kommendör av första klassen), а прежняя степень командора стала именоваться командором 2-го класса. В 1889 году степень кавалера была наименована кавалером 1-го класса (швед. Riddare av första klassen) и учреждена новая степень кавалера (кавалера 2-го класса; швед. Riddare av andra klassen), ставшая младшей.
В 1895 году были учреждены знак отличия ордена Вазы (швед. Vasatecknet), для вручения иностранцам, и медаль ордена Вазы (швед. Vasamedaljen), для шведов за общегражданские заслуги. Медаль имела две степени — золотая и серебряная.
К 1974 году орден имел пять кавалерских степеней, знак отличия и две медали:
- — Командор большого креста (KmstkVO)
- — Командор I класса (KVO1kl) (с 1873)
- — Командор (KVO/KVO2kl)
- — Кавалер I класса (RVO1kl)
- — Кавалер (RVO/RVO2kl) (с 1889)
- — Знак отличия (с 1895)
- — Золотая медаль  (с 1895)
- — Серебряная медаль (с 1895)

## Знаки ордена
Первоначально знак ордена представлял собой овальный медальон в форме вазы, который в 1860 году был помещён в середину мальтийского креста.
Знак ордена представляет собой мальтийский крест белой эмали, в центре которого в овале помещён золотой сноп с двумя серпами, окружённый золотым ободком красной эмали с надписью: «Gustav den tredje inst[iftare] MDCCLXXII» («Густав Третий Основатель, 1772»), на концах креста — шарики. В перекрестии золотые короны. Венчает знак королевская корона.
Звезда ордена представляет собой увеличенный мальтийский крест с наложенным на неё дважды перевязанным и коронованным снопом, имеющий форму вазы. Для командоров Большого креста звезда имеет в перекрестии элемент герба Голштинии (щит, окружённый тремя частями разрезанного листа крапивы и тремя гвоздями между ними). Звезда командора 1-го класса не имеет такого дополнения.

## Иллюстрации
- Знак ордена 1-й модели, до 1860 г.
- Знак ордена 2-й модели, после 1860 г.
- Знак Большого креста на цепи
- Звезда Большого креста
- Звезда командора 1-го класса

## Известные кавалеры ордена
- Одними из первых в 1772 году орден получили деятели культуры: художник Густаф Лундберг и  химик Ю. Г. Валлериус[4]